# Leonid Štejn
Leonid Zacharovyč Štejn (in ucraino Леонід Захарович Штейн?; in russo Леонид Захарович Штейн?, Leonid Zacharovič Štejn; noto anche come Leonid Stein; Kam"janec'-Podil's'kyj, 12 novembre 1934 – Mosca, 4 luglio 1973) è stato uno scacchista sovietico.
Dal 1960 fino alla prematura scomparsa all'età di 38 anni fu uno dei più forti giocatori del mondo. I suoi risultati gli avrebbero permesso più volte di accedere al torneo dei candidati, ma la regola secondo la quale solo tre sovietici erano ammessi a tale torneo gli impedì in pratica di parteciparvi. In mancanza di tale impedimento, è opinione di molti che sarebbe stato un serio pretendente al titolo mondiale.
Al riguardo Garri Kasparov scrive nel secondo volume de "I miei grandi predecessori":
«Pensate cosa significasse avere la consapevolezza di essere più forti e di precedere in classifica giocatori che poi avrebbero giocato al tuo posto... Sono forse queste ferite al cuore, che sanguinano sempre, una delle cause della scomparsa prematura di Stein».
Il suo stile di gioco era improntato all'attacco, ma pur accettando il rischio come una componente vitale del gioco, era meno propenso di Tal ad entrare in posizioni dall'esito imprevedibile. Era un grande esperto di aperture complesse come l'est-indiana, la Grünfeld e la siciliana.

## Principali risultati
- 1960: vince il campionato ucraino;
- 1961: ottiene il titolo di grande maestro; gioca in prima scacchiera nelle olimpiadi per studenti di Helsinki, realizzando +8 –1 =3; vince la squadra sovietica.
- 1962: vince ancora il campionato ucraino; 2º-3º a Berlino; 6º-8º nell'interzonale di Stoccolma, ma la regola per cui solo tre sovietici potevano qualificarsi gli impedisce di proseguire.
- 1963: vince a Leningrado il 31º campionato sovietico, superando nello spareggio Spasskij e Cholmov;
- 1964: secondo a Kislovodsk dietro a Michail Tal';
- 1964: si classifica 5º nell'interzonale di Amsterdam, ma per la norma sopra esposta non può accedere al torneo dei candidati.
- 1965: vince a Tallinn il 33º campionato sovietico, davanti a Paluhaeŭski e Tajmanov; secondo al torneo di Mar del Plata;
- 1966: vince a Tbilisi il 34º campionato sovietico; secondo a Mar del Plata e a Kislovodsk;
- 1967: vince il torneo di Mosca (60º anniversario della rivoluzione d'ottobre);[2]
- 1967: pari primo con Borislav Ivkov nel torneo "Bosna" di Sarajevo;
- 1967: si classifica 6º-8º nell'interzonale di Susa in Tunisia;[3]
- 1968: vince il torneo di Hastings 1967/68; 1º a Kecskemét; 2º-3º nel Memorial Capablanca di L'Avana;
- 1969: vince il torneo di Tallinn;
- 1971: pari primo con Anatolij Karpov nel Memorial Alechin di Mosca;
- 1973: pari primo con Tigran Petrosjan nel torneo di Las Palmas.

Štejn partecipò con l'Unione Sovietica a due olimpiadi: Tel Aviv 1964 e L'Avana 1966, realizzando +15 –2 =8 (76%). Vinse due medaglie d'oro di squadra e due individuali (una d'oro e una d'argento).
Nel 1973 si era già qualificato per l'interzonale di Petrópolis, ma mentre stava preparandosi a partecipare al campionato europeo a squadre di Bath, fu colto da un attacco cardiaco nell'Hotel Rossija di Mosca.

## Partite notevoli
- Krogius - Štejn, campionato ucraino 1960 - Est-indiana
- Štejn - Petrosyan, campionato sovietico 1961 - Francese Winawer
- Štejn - Portisch, interzonale di Stoccolma 1962 - Siciliana var. Kan
- Spasskij - Štejn, campionato sovietico 1964 - Difesa Grünfeld
- Štejn- Uhlmann, Mosca 1967 - Francese var. Tarrasch
- Damjanovic - Štejn, Tallinn 1969 - Siciliana Richter-Rauzer
- Štejn - Tal', campionato sovietico 1971 - Inglese A14
- Štejn - Smyslov, Memorial Alechin, Mosca 1972 - Inglese A17